# Lolland
Lolland (antiguamente escrito Laaland) es la cuarta isla más grande de Dinamarca, con un área de aproximadamente 1.243 km². Ubicada en el mar Báltico, es una parte de la Región de Selandia. Su gentilicio es lolandés.
La ciudad más grande de Lolland es Nakskov, con 15.500 residentes. Otras ciudades dignas de mención son Maribo, Sakskøbing (que fue la capital de Dinamarca durante dos años en el siglo XV), y Rødby.
Los gobiernos de Dinamarca y Alemania han aprobado un proyecto para conectar la isla danesa de Lolland con la isla alemana de Fehmarn mediante un puente, el más largo de Europa, de 19 kilómetros de largo sobre el mar, con un presupuesto de 4.800 millones de euros, y que está previsto inaugurarse para 2018. 
Hay varios museos de la isla incluyendo El Centro de la Edad Media y Fuglsang Museo De Arte.